# Marshmello/Diskografie
Diese Diskografie ist eine Übersicht über die musikalischen Werke des US-amerikanischen DJ und Produzenten Marshmello. Den Quellenangaben und Schallplattenauszeichnungen zufolge hat er bisher mehr als 76,1 Millionen Tonträger verkauft, davon alleine in seiner Heimat über 54 Millionen. Seine erfolgreichste Veröffentlichung ist die Single Happier mit über 15,9 Millionen verkauften Einheiten.

## Alben

### Studioalben
| Jahr | Titel Musiklabel               | Höchstplatzierung, Gesamtwochen, AuszeichnungChartplatzierungen (Jahr, Titel, Musiklabel, Platzierungen, Wochen, Auszeichnungen, Anmerkungen) | Höchstplatzierung, Gesamtwochen, AuszeichnungChartplatzierungen (Jahr, Titel, Musiklabel, Platzierungen, Wochen, Auszeichnungen, Anmerkungen) | Höchstplatzierung, Gesamtwochen, AuszeichnungChartplatzierungen (Jahr, Titel, Musiklabel, Platzierungen, Wochen, Auszeichnungen, Anmerkungen) | Höchstplatzierung, Gesamtwochen, AuszeichnungChartplatzierungen (Jahr, Titel, Musiklabel, Platzierungen, Wochen, Auszeichnungen, Anmerkungen) | Höchstplatzierung, Gesamtwochen, AuszeichnungChartplatzierungen (Jahr, Titel, Musiklabel, Platzierungen, Wochen, Auszeichnungen, Anmerkungen) | Höchstplatzierung, Gesamtwochen, AuszeichnungChartplatzierungen (Jahr, Titel, Musiklabel, Platzierungen, Wochen, Auszeichnungen, Anmerkungen) | Anmerkungen                                               |
| Jahr | Titel Musiklabel               | DE | AT | CH | UK | US | Dance | Anmerkungen                                               |
| ---- | ------------------------------ | --- | --- | --- | --- | --- | --- | --------------------------------------------------------- |
| 2016 | Joytime Joytime Collective     | — | — | — | — | — | Dance5 (74 Wo.)Dance | Erstveröffentlichung: 8. Januar 2016                      |
| 2018 | Joytime II Joytime Collective  | — | — | — | — | US165 (1 Wo.)US | Dance1 (5 Wo.)Dance | Erstveröffentlichung: 22. Juni 2018                       |
| 2019 | Joytime III Joytime Collective | — | — | — | — | US50 (3 Wo.)US | Dance1 (11 Wo.)Dance | Erstveröffentlichung: 3. Juli 2019                        |
| 2021 | Shockwave Joytime Collective   | — | — | — | — | — | Dance3 (2 Wo.)Dance | Erstveröffentlichung: 11. Juni 2021                       |
| 2023 | Sugar Papi Joytime Collective  | — | — | — | — | US97 (1 Wo.)US | Dance1 (2 Wo.)Dance | Erstveröffentlichung: 3. November 2023 Verkäufe: + 20.000 |
| 2024 | The Roots Joytime Collective   | — | — | — | — | — | — | Erstveröffentlichung: 15. November 2024                   |

### Remixalben
| Jahr | Titel Musiklabel                         | Höchstplatzierung, Gesamtwochen, AuszeichnungChartplatzierungen (Jahr, Titel, Musiklabel, Platzierungen, Wochen, Auszeichnungen, Anmerkungen) | Höchstplatzierung, Gesamtwochen, AuszeichnungChartplatzierungen (Jahr, Titel, Musiklabel, Platzierungen, Wochen, Auszeichnungen, Anmerkungen) | Höchstplatzierung, Gesamtwochen, AuszeichnungChartplatzierungen (Jahr, Titel, Musiklabel, Platzierungen, Wochen, Auszeichnungen, Anmerkungen) | Höchstplatzierung, Gesamtwochen, AuszeichnungChartplatzierungen (Jahr, Titel, Musiklabel, Platzierungen, Wochen, Auszeichnungen, Anmerkungen) | Höchstplatzierung, Gesamtwochen, AuszeichnungChartplatzierungen (Jahr, Titel, Musiklabel, Platzierungen, Wochen, Auszeichnungen, Anmerkungen) | Höchstplatzierung, Gesamtwochen, AuszeichnungChartplatzierungen (Jahr, Titel, Musiklabel, Platzierungen, Wochen, Auszeichnungen, Anmerkungen) | Anmerkungen                           |
| Jahr | Titel Musiklabel                         | DE | AT | CH | UK | US | Dance | Anmerkungen                           |
| ---- | ---------------------------------------- | --- | --- | --- | --- | --- | --- | ------------------------------------- |
| 2019 | Fortnite Extended Set Joytime Collective | — | — | — | — | US45 (49 Wo.)US | Dance1 (… Wo.)Dance | Erstveröffentlichung: 1. Februar 2019 |

### EPs
| Jahr | Titel Musiklabel                          | Anmerkungen                                         |
| ---- | ----------------------------------------- | --------------------------------------------------- |
| 2015 | Wrong Eigenvertrieb                       | Erstveröffentlichung: 26. März 2015                 |
| 2015 | Right Spinnup                             | Erstveröffentlichung: 4. Oktober 2015               |
| 2019 | Roll the Dice Joytime Collective          | Erstveröffentlichung: 11. April 2019 mit SOB X RBE  |
| 2024 | Mellodeath Tapes Vol.I Joytime Collective | Erstveröffentlichung: 8. März 2024 mit Svdden Death |

## Singles

### Als Leadmusiker
| Jahr | Titel Album                                                                         | Höchstplatzierung, Gesamtwochen, AuszeichnungChartplatzierungen (Jahr, Titel, Album, Platzierungen, Wochen, Auszeichnungen, Anmerkungen) | Höchstplatzierung, Gesamtwochen, AuszeichnungChartplatzierungen (Jahr, Titel, Album, Platzierungen, Wochen, Auszeichnungen, Anmerkungen) | Höchstplatzierung, Gesamtwochen, AuszeichnungChartplatzierungen (Jahr, Titel, Album, Platzierungen, Wochen, Auszeichnungen, Anmerkungen) | Höchstplatzierung, Gesamtwochen, AuszeichnungChartplatzierungen (Jahr, Titel, Album, Platzierungen, Wochen, Auszeichnungen, Anmerkungen) | Höchstplatzierung, Gesamtwochen, AuszeichnungChartplatzierungen (Jahr, Titel, Album, Platzierungen, Wochen, Auszeichnungen, Anmerkungen) | Höchstplatzierung, Gesamtwochen, AuszeichnungChartplatzierungen (Jahr, Titel, Album, Platzierungen, Wochen, Auszeichnungen, Anmerkungen) | Anmerkungen                                                                                     |
| Jahr | Titel Album                                                                         | DE | AT | CH | UK | US | Dance | Anmerkungen                                                                                     |
| --- | ----------------------------------------------------------------------------------- | --- | --- | --- | --- | --- | --- | ----------------------------------------------------------------------------------------------- |
| 2015 | Keep It Mello Joytime                                                               | — | — | — | — | US— GoldUS | Dance25 (20 Wo.)Dance | Erstveröffentlichung: 24. Oktober 2015 Verkäufe: + 540.000; feat. Omar LinX                     |
| 2016 | Colour –                                                                            | — | — | — | — | — | — | Erstveröffentlichung: 11. März 2016                                                             |
| 2016 | Alone Monstercat 027 – Cataclysm                                                    | — | — | — | UK61 Gold · (3 Wo.)UK | US28 ×5Fünffachplatin · (11 Wo.)US | Dance3 (32 Wo.)Dance | Erstveröffentlichung: 13. Mai 2016 in UK erst 2019 in den Charts Verkäufe: + 5.565.000          |
| 2016 | Magic –                                                                             | — | — | — | — | — | — | Erstveröffentlichung: 8. Juli 2016 mit Jauz                                                     |
| 2016 | Freal Luv –                                                                         | — | — | — | — | — | Dance20 (10 Wo.)Dance | Erstveröffentlichung: 16. Oktober 2016 mit Far East Movement feat. Chanyeol & Tinashe           |
| 2016 | Ritual –                                                                            | — | — | — | — | — | Dance11 (21 Wo.)Dance | Erstveröffentlichung: 1. November 2016 feat. Wrabel                                             |
| 2017 | Chasing Colors –                                                                    | — | — | — | — | — | Dance8 (20 Wo.)Dance | Erstveröffentlichung: 24. Februar 2017 mit Ookay feat. Noah Cyrus                               |
| 2017 | Twinbow –                                                                           | — | — | — | — | — | — | Erstveröffentlichung: 17. März 2017 mit Slushii                                                 |
| 2017 | Moving On –                                                                         | — | — | — | — | — | Dance13 (26 Wo.)Dance | Erstveröffentlichung: 5. Mai 2017                                                               |
| 2017 | Love U –                                                                            | — | — | — | — | — | Dance14 (4 Wo.)Dance | Erstveröffentlichung: 4. August 2017                                                            |
| 2017 | Silence –                                                                           | DE6 ×2Doppelplatin · (34 Wo.)DE | AT8 Platin · (42 Wo.)AT | CH20 ×2Doppelplatin · (39 Wo.)CH | UK3 ×3Dreifachplatin · (35 Wo.)UK | US30 ×6Sechsfachplatin · (23 Wo.)US | Dance1 (52 Wo.)Dance | Erstveröffentlichung: 11. August 2017 Verkäufe: + 11.633.333; feat. Khalid                      |
| 2017 | You & Me –                                                                          | — | — | — | — | — | Dance19 (14 Wo.)Dance | Erstveröffentlichung: 20. Oktober 2017                                                          |
| 2017 | Wolves Rare (Deluxe Version)                                                        | DE11 Platin · (24 Wo.)DE | AT8 Platin · (23 Wo.)AT | CH9 (27 Wo.)CH | UK9 Platin · (20 Wo.)UK | US20 ×4Vierfachplatin · (23 Wo.)US | Dance1 (38 Wo.)Dance | Erstveröffentlichung: 25. Oktober 2017 Verkäufe: + 8.203.333; mit Selena Gomez                  |
| 2017 | Danger Bright: The Album                                                            | — | — | — | — | US82 Gold · (1 Wo.)US | — | Erstveröffentlichung: 8. Dezember 2017 Verkäufe: + 500.000; mit Migos                           |
| 2018 | Spotlight –                                                                         | — | AT53 (1 Wo.)AT | — | UK74 Silber · (1 Wo.)UK | US— PlatinUS | — | Erstveröffentlichung: 12. Januar 2018 Verkäufe: + 1.200.000; mit Lil Peep                       |
| 2018 | There x2 –                                                                          | — | — | — | — | — | Dance31 (4 Wo.)Dance | Erstveröffentlichung: 1. Februar 2018 Slushii feat. Marshmello                                  |
| 2018 | Friends Speak Your Mind                                                             | DE1 Platin · (34 Wo.)DE | AT1 Gold · (30 Wo.)AT | CH4 Platin · (27 Wo.)CH | UK4 ×3Dreifachplatin · (27 Wo.)UK | US11 ×4Vierfachplatin · (29 Wo.)US | — | Erstveröffentlichung: 9. Februar 2018 Verkäufe: + 9.600.000; mit Anne-Marie                     |
| 2018 | Everyday Bobby Tarantino II                                                         | DE48 Gold · (10 Wo.)DE | AT51 (5 Wo.)AT | CH60 (3 Wo.)CH | UK46 Silber · (8 Wo.)UK | US29 ×2Doppelplatin · (13 Wo.)US | — | Erstveröffentlichung: 2. März 2018 Verkäufe: + 2.670.000; mit Logic                             |
| 2018 | Fly –                                                                               | — | — | — | — | — | Dance7 (26 Wo.)Dance | Erstveröffentlichung: 9. März 2018 feat. Leah Culver                                            |
| 2018 | You Can Cry –                                                                       | — | — | — | UK91 (1 Wo.)UK | — | — | Erstveröffentlichung: 4. Mai 2018 Verkäufe: + 20.000; mit Juicy J feat. James Arthur            |
| 2018 | Tell Me Joytime II                                                                  | — | — | — | — | — | Dance15 (5 Wo.)Dance | Erstveröffentlichung: 8. Juni 2018                                                              |
| 2018 | Check This Out Joytime II                                                           | — | — | — | — | — | Dance10 (18 Wo.)Dance | Erstveröffentlichung: 15. Juni 2018                                                             |
| 2018 | Happier –                                                                           | DE9 ×3Dreifachgold · (38 Wo.)DE | AT5 ×3Dreifachplatin · (37 Wo.)AT | CH10 (44 Wo.)CH | UK2 ×3Dreifachplatin · (44 Wo.)UK | US2 Diamant · (52 Wo.)US | Dance1 (92 Wo.)Dance | Erstveröffentlichung: 17. August 2018 Verkäufe: + 15.983.333; mit Bastille                      |
| 2018 | Bayen habeit (In Love) –                                                            | — | — | — | — | — | — | Erstveröffentlichung: 28. September 2018 mit Amr Diab                                           |
| 2018 | Project Dreams –                                                                    | — | — | — | UK— SilberUK | US— PlatinUS | — | Erstveröffentlichung: 7. Dezember 2018 mit Roddy Ricch                                          |
| 2019 | Biba –                                                                              | — | — | — | — | — | Dance31 (2 Wo.)Dance | Erstveröffentlichung: 1. Februar 2019 mit Pritam feat. Shirley Setia                            |
| 2019 | Sell Out –                                                                          | — | — | — | — | — | Dance36 (3 Wo.)Dance | Erstveröffentlichung: 8. Februar 2019 mit Svdden Death                                          |
| 2019 | Here with Me –                                                                      | DE49 Gold · (12 Wo.)DE | AT42 (14 Wo.)AT | CH62 (13 Wo.)CH | UK9 Platin · (18 Wo.)UK | US31 ×2Doppelplatin · (16 Wo.)US | Dance2 (27 Wo.)Dance | Erstveröffentlichung: 8. März 2019 Verkäufe: + 3.285.000; feat. Chvrches                        |
| 2019 | Light It Up –                                                                       | DE77 (1 Wo.)DE | — | CH78 (1 Wo.)CH | UK55 (2 Wo.)UK | US90 (1 Wo.)US | — | Erstveröffentlichung: 26. April 2019 Verkäufe: + 40.000; feat. Tyga & Chris Brown               |
| 2019 | Rescue Me Joytime III                                                               | — | — | — | — | US92 (1 Wo.)US | Dance5 (20 Wo.)Dance | Erstveröffentlichung: 14. Juni 2019 feat. A Day to Remember                                     |
| 2019 | One Thing Right –                                                                   | DE71 (8 Wo.)DE | AT54 (7 Wo.)AT | — | UK76 Silber · (11 Wo.)UK | US36 ×5Fünffachplatin · (23 Wo.)US | — | Erstveröffentlichung: 21. Juni 2019 Verkäufe: + 6.520.000; mit Kane Brown                       |
| 2019 | Room to Fall Joytime III                                                            | — | — | — | — | — | Dance19 (3 Wo.)Dance | Erstveröffentlichung: 28. Juni 2019 mit Flux Pavilion feat. Elohim                              |
| 2019 | Tongue Tied –                                                                       | DE100 (1 Wo.)DE | AT70 (1 Wo.)AT | — | UK62 (2 Wo.)UK | — | — | Erstveröffentlichung: 13. November 2019 Verkäufe: + 20.000; mit Yungblud & Blackbear            |
| 2020 | Crusade –                                                                           | — | — | — | — | — | Dance13 (7 Wo.)Dance | Erstveröffentlichung: 25. Februar 2020 mit Svdden Death                                         |
| 2020 | Be Kind Collabs (EP)                                                                | DE54 (6 Wo.)DE | AT33 Gold · (12 Wo.)AT | CH46 (11 Wo.)CH | UK33 Gold · (17 Wo.)UK | US29 ×2Doppelplatin · (15 Wo.)US | — | Erstveröffentlichung: 1. Mai 2020 Verkäufe: + 3.195.000; mit Halsey                             |
| 2020 | Come & Go Legends Never Die                                                         | DE38 Gold · (17 Wo.)DE | AT15 Gold · (23 Wo.)AT | CH21 (18 Wo.)CH | UK9 Platin · (12 Wo.)UK | US2 ×3Dreifachplatin · (20 Wo.)US | — | Erstveröffentlichung: 9. Juli 2020 Verkäufe: + 4.445.000; mit Juice Wrld                        |
| 2020 | OK Not to Be OK Dancing with the Devil… the Art of Starting Over (Expanded-Edition) | DE— aDE | — | CH51 (1 Wo.)CH | UK42 (7 Wo.)UK | US36 (6 Wo.)US | Dance2 (26 Wo.)Dance | Erstveröffentlichung: 11. September 2020 Verkäufe: + 80.000; mit Demi Lovato                    |
| 2020 | Too Much –                                                                          | DE— bDE | — | — | — | — | Dance8 (20 Wo.)Dance | Erstveröffentlichung: 23. Oktober 2020 Verkäufe: + 40.000; mit Imanbek feat. Usher              |
| 2021 | You Friends Keep Secrets 2                                                          | DE— cDE | — | — | — | — | — | Erstveröffentlichung: 29. Januar 2021 mit Benny Blanco & Vance Joy                              |
| 2021 | Lavandia –                                                                          | — | — | — | — | — | Dance35 (1 Wo.)Dance | Erstveröffentlichung: 19. Februar 2021 mit Arash                                                |
| 2021 | Leave Before You Love Me –                                                          | — | AT63 (8 Wo.)AT | — | UK24 Platin · (19 Wo.)UK | US19 ×2Doppelplatin · (22 Wo.)US | — | Erstveröffentlichung: 21. Mai 2021 Verkäufe: + 3.165.000; mit Jonas Brothers                    |
| 2021 | Back In Time Shockwave                                                              | — | — | — | — | — | Dance20 (4 Wo.)Dance | Erstveröffentlichung: 28. Mai 2021 mit Carnage                                                  |
| 2021 | Back In Time Shockwave                                                              | — | — | — | — | — | Dance23 (2 Wo.)Dance | Erstveröffentlichung: 8. Juni 2021 feat. Megan Thee Stallion                                    |
| 2021 | House Party Shockwave                                                               | — | — | — | — | — | Dance31 (1 Wo.)Dance | Erstveröffentlichung: 10. Juni 2021 mit Subtronics                                              |
| 2022 | Before U –                                                                          | — | — | — | — | — | Dance21 (2 Wo.)Dance | Erstveröffentlichung: 10. März 2022                                                             |
| 2022 | Numb –                                                                              | DE65 (12 Wo.)DE | AT— GoldAT | — | UK— SilberUK | US40 Platin · (16 Wo.)US | Dance3 (33 Wo.)Dance | Erstveröffentlichung: 10. Juni 2022 Verkäufe: + 1.738.000; mit Khalid                           |
| 2022 | Sah Sah –                                                                           | — | — | — | — | — | Dance38 (1 Wo.)Dance | Erstveröffentlichung: 8. Juli 2022 mit Nancy Ajram                                              |
| 2022 | Bye Bye –                                                                           | DE46 (1 Wo.)DE | AT56 (1 Wo.)AT | CH85 (1 Wo.)CH | UK45 (1 Wo.)UK | US53 Gold · (1 Wo.)US | — | Erstveröffentlichung: 14. Oktober 2022 Verkäufe: + 500.000; mit Juice Wrld                      |
| 2023 | Party Jumpin’ –                                                                     | — | — | — | — | — | Dance35 (1 Wo.)Dance | Erstveröffentlichung: 13. Januar 2023 mit Jamie Brown                                           |
| 2023 | Old School –                                                                        | — | — | — | — | — | Dance31 (1 Wo.)Dance | Erstveröffentlichung: 24. Februar 2023 mit Ray Volpe                                            |
| 2023 | El merengue Sugar Papi                                                              | — | — | CH81 Platin · (2 Wo.)CH | — | US— ×6Sechsfachplatin (Latin)US | Dance5 (30 Wo.)Dance | Erstveröffentlichung: 2. März 2023 mit Manuel Turizo                                            |
| 2023 | Esta Vida Sugar Papi                                                                | — | — | — | — | US— ×2Doppelplatin (Latin)US | Dance10 (20 Wo.)Dance | Erstveröffentlichung: 13. April 2023 feat. Farruko                                              |
| 2023 | Fell In Love –                                                                      | — | — | — | — | — | — | Erstveröffentlichung: 5. Mai 2023 mit Brent Faiyaz                                              |
| 2023 | Como Yo :( Sugar Papi                                                               | — | — | — | — | — | Dance33 (2 Wo.)Dance | Erstveröffentlichung: 22. Juni 2023 mit Tiago BZK                                               |
| 2023 | Tempo Sugar Papi                                                                    | — | — | — | — | US— Platin (Latin)US | Dance26 (6 Wo.)Dance | Erstveröffentlichung: 17. August 2023 mit Young Miko                                            |
| 2023 | Other Boys –                                                                        | — | — | — | — | — | Dance9 (20 Wo.)Dance | Erstveröffentlichung: 8. September 2023 mit Dove Cameron                                        |
| 2023 | Harley Quinn Sugar Papi                                                             | — | — | — | — | US40 ×2×7Doppeldiamant + Siebenfachplatin (Latin) · (20 Wo.)US                                                                           | — | Erstveröffentlichung: 20. Oktober 2023 Verkäufe: + 2.740.000; mit Fuerza Regida                 |
| 2023 | Alcohol Sugar Papi                                                                  | — | — | — | — | — | Dance36 (1 Wo.)Dance | Erstveröffentlichung: 1. November 2023 mit Anuel AA                                             |
| 2024 | No Man’s Land –                                                                     | — | — | — | UK61 (2 Wo.)UK | — | Dance16 (3 Wo.)Dance | Erstveröffentlichung: 12. Januar 2024 feat. Venbee                                              |
| 2024 | Ceremony Mellodeath Tapes Vol.I                                                     | — | — | — | — | — | Dance27 (1 Wo.)Dance | Erstveröffentlichung: 2. Februar 2024 mit Svdden Death                                          |
| 2024 | Triumphant Mellodeath Tapes Vol.I                                                   | — | — | — | — | — | Dance40 (1 Wo.)Dance | Erstveröffentlichung: 16. Februar 2024 mit Svdden Death                                         |
| 2024 | Conquer –                                                                           | — | — | — | — | — | Dance25 (1 Wo.)Dance | Erstveröffentlichung: 23. Februar 2024 mit Space Laces                                          |
| 2024 | Miles on It The High Road                                                           | — | — | — | UK44 Silber · (20 Wo.)UK | US15 ×2Doppelplatin · (29 Wo.)US | Dance1 (… Wo.)Dance | Erstveröffentlichung: 3. Mai 2024 Verkäufe: + 2.530.000; mit Kane Brown                         |
| 2024 | Don’t Speak –                                                                       | — | — | — | — | — | Dance46 (1 Wo.)Dance | Erstveröffentlichung: 7. Juni 2024 mit Sabrina Claudio                                          |
| 2024 | Rave Repeater –                                                                     | — | — | — | — | — | Dance36 (1 Wo.)Dance | Erstveröffentlichung: 13. Dezember 2024 mit Space Laces                                         |
| 2025 | Save My Love –                                                                      | — | — | — | — | — | — | Erstveröffentlichung: 6. Juni 2025 mit Avaion & Ellie Goulding                                  |
| Folgende Lieder erschienen nicht als Single, wurden aber durch das Album zum Download und Streaming bereitgestellt und konnten somit eine Platzierung erlangen: |                                                                                     | | | | | | |                                                                                                 |
| |                                                                                     | | | | | | |                                                                                                 |
| 2016 | Summer Joytime                                                                      | — | — | — | — | — | Dance20 (20 Wo.)Dance | Charteinstieg: 23. Juli 2016                                                                    |
| 2017 | Find Me Joytime                                                                     | — | — | — | — | — | Dance16 (20 Wo.)Dance | Charteinstieg: 26. August 2017                                                                  |
| 2017 | Blocks Joytime                                                                      | — | — | — | — | — | Dance25 (20 Wo.)Dance | Charteinstieg: 9. Dezember 2017                                                                 |
| 2018 | Rooftops Joytime II                                                                 | — | — | — | — | — | Dance26 (2 Wo.)Dance | Charteinstieg: 7. Juli 2018                                                                     |
| 2018 | Stars Joytime II                                                                    | — | — | — | — | — | Dance31 (7 Wo.)Dance | Charteinstieg: 7. Juli 2018                                                                     |
| 2018 | Together Joytime II                                                                 | — | — | — | — | — | Dance20 (20 Wo.)Dance | Charteinstieg: 7. Juli 2018                                                                     |
| 2018 | Power Joytime II                                                                    | — | — | — | — | — | Dance24 (3 Wo.)Dance | Charteinstieg: 7. Juli 2018                                                                     |
| 2018 | Paralyzed Joytime II                                                                | — | — | — | — | — | Dance30 (2 Wo.)Dance | Charteinstieg: 7. Juli 2018                                                                     |
| 2018 | Flashbacks Joytime II                                                               | — | — | — | — | — | Dance32 (10 Wo.)Dance | Charteinstieg: 7. Juli 2018                                                                     |
| 2019 | Proud Joytime III                                                                   | — | — | — | — | — | Dance14 (10 Wo.)Dance | Charteinstieg: 20. Juli 2019                                                                    |
| 2019 | Down Joytime III                                                                    | — | — | — | — | — | Dance28 (2 Wo.)Dance | Charteinstieg: 20. Juli 2019                                                                    |
| 2019 | Run It Up Joytime III                                                               | — | — | — | — | — | Dance29 (1 Wo.)Dance | Charteinstieg: 20. Juli 2019                                                                    |
| 2019 | Put Yo Hands Up Joytime III                                                         | — | — | — | — | — | Dance36 (2 Wo.)Dance | Charteinstieg: 20. Juli 2019 mit Slushii                                                        |
| 2019 | Falling to Pieces Joytime III                                                       | — | — | — | — | — | Dance38 (1 Wo.)Dance | Charteinstieg: 20. Juli 2019 mit Crankdat                                                       |
| 2019 | Sad Songs Joytime III                                                               | — | — | — | — | — | Dance39 (1 Wo.)Dance | Charteinstieg: 20. Juli 2019                                                                    |
| 2019 | Earthquake Joytime III                                                              | — | — | — | — | — | Dance48 (1 Wo.)Dance | Charteinstieg: 20. Juli 2019 mit TYNAN                                                          |
| 2019 | Here We Go Again Joytime III                                                        | — | — | — | — | — | Dance50 (1 Wo.)Dance | Charteinstieg: 20. Juli 2019                                                                    |
| 2020 | Hate the Other Side Legends Never Die                                               | — | — | CH86 (1 Wo.)CH | UK— SilberUK | US10 Platin · (7 Wo.)US | — | Charteinstieg: 19. Juli 2020 Verkäufe: + 1.225.000; mit Juice Wrld feat. Polo G & The Kid Laroi |
| 2021 | Shockwave                                                                           | — | — | — | — | — | Dance11 (14 Wo.)Dance | Charteinstieg: 26. Juni 2021                                                                    |
| 2021 | Fairytale Shockwave                                                                 | — | — | — | — | — | Dance31 (1 Wo.)Dance | Charteinstieg: 26. Juni 2021                                                                    |
| 2021 | Jiggle It Shockwave                                                                 | — | — | — | — | — | Dance34 (1 Wo.)Dance | Charteinstieg: 26. Juni 2021 mit TroyBoi                                                        |
| 2021 | Supernovacane Shockwave                                                             | — | — | — | — | — | Dance38 (1 Wo.)Dance | Charteinstieg: 26. Juni 2021                                                                    |
| 2021 | Vibr8 Shockwave                                                                     | — | — | — | — | — | Dance47 (1 Wo.)Dance | Charteinstieg: 26. Juni 2021                                                                    |
| 2024 | Fireball Mellodeath Tapes Vol.I                                                     | — | — | — | — | — | Dance34 (1 Wo.)Dance | Charteinstieg: 32. März 2024 mit Svdden Death                                                   |
| 2024 | Lights On The Roots                                                                 | — | — | — | — | — | Dance45 (1 Wo.)Dance | Charteinstieg: 30. November 2024 mit Faangs                                                     |

### Als Gastmusiker
| Jahr | Titel Album                              | Höchstplatzierung, Gesamtwochen, AuszeichnungChartplatzierungen (Jahr, Titel, Album, Platzierungen, Wochen, Auszeichnungen, Anmerkungen) | Höchstplatzierung, Gesamtwochen, AuszeichnungChartplatzierungen (Jahr, Titel, Album, Platzierungen, Wochen, Auszeichnungen, Anmerkungen) | Höchstplatzierung, Gesamtwochen, AuszeichnungChartplatzierungen (Jahr, Titel, Album, Platzierungen, Wochen, Auszeichnungen, Anmerkungen) | Höchstplatzierung, Gesamtwochen, AuszeichnungChartplatzierungen (Jahr, Titel, Album, Platzierungen, Wochen, Auszeichnungen, Anmerkungen) | Höchstplatzierung, Gesamtwochen, AuszeichnungChartplatzierungen (Jahr, Titel, Album, Platzierungen, Wochen, Auszeichnungen, Anmerkungen) | Höchstplatzierung, Gesamtwochen, AuszeichnungChartplatzierungen (Jahr, Titel, Album, Platzierungen, Wochen, Auszeichnungen, Anmerkungen) | Anmerkungen                                                                    |
| Jahr | Titel Album                              | DE | AT | CH | UK | US | Dance | Anmerkungen                                                                    |
| ---- | ---------------------------------------- | --- | --- | --- | --- | --- | --- | ------------------------------------------------------------------------------ |
| 2021 | Do You Believe The Idea of Her           | — | — | — | — | — | — | Erstveröffentlichung: 26. März 2021 Ali Gatie feat. Marshmello & Ty Dolla Sign |
| 2021 | Chasing Stars –                          | DE— dDE | — | — | — | — | Dance10 (26 Wo.)Dance | Erstveröffentlichung: 20. August 2021 Alesso feat. Marshmello & James Bay      |
| 2023 | Dreaming Trustfall (Tour Deluxe Edition) | DE93 (1 Wo.)DE | — | — | UK99 (1 Wo.)UK | — | Dance9 (20 Wo.)Dance | Erstveröffentlichung: 20. Oktober 2023 Pink feat. Marshmello & Sting           |
| 2024 | Movement Brulure                         | — | — | — | — | — | Dance30 (1 Wo.)Dance | Erstveröffentlichung: 9. Februar 2024 Hol! feat. Marshmello                    |
| 2025 | Slow Motion Greetings From Your Hometown | — | — | — | — | — | Dance4 (… Wo.)Dance | Erstveröffentlichung: 17. Januar 2025 Jonas Brothers feat. Marshmello          |

## Musikvideos
| Jahr | Titel                                  | Regie                       |
| ---- | -------------------------------------- | --------------------------- |
| 2016 | Keep it Mello                          |                             |
| 2016 | Alone                                  | Daniel Burke                |
| 2016 | Ritual                                 | Andrew Donoho               |
| 2016 | Summer                                 | Daniel Burke                |
| 2017 | Moving On                              | Daniel Burke                |
| 2017 | Find Me                                |                             |
| 2017 | Wolves (Vertical Video)                | Harry McNally               |
| 2017 | You & Me                               | Toon53 Productions          |
| 2017 | Blocks                                 | Daniel Burke                |
| 2017 | Wolves                                 | Collin Tiley                |
| 2017 | Danger                                 |                             |
| 2017 | Take It Back                           | Daniel Burke                |
| 2018 | Love U                                 | Toon53 Productions          |
| 2018 | Spotlight                              | Nick Koenig                 |
| 2018 | Friends                                | Hannah Lux Davis            |
| 2018 | Friends (Alternative Music Video)      |                             |
| 2018 | Fly                                    | Thomy Hoefer                |
| 2018 | Everyday                               | Alan Ferguson               |
| 2018 | You Can Cry                            | Daniel Malikyar             |
| 2018 | Fly (DuckTales Music Video)            | Disney Channel              |
| 2018 | Flashbacks                             | Mercedes Bryce Morgan       |
| 2018 | Stars                                  | Toby Wosskow                |
| 2018 | Happier                                | Mercedes Bryce Morgan       |
| 2018 | Check This Out                         |                             |
| 2018 | Happier (Stripped Music Video)         | Daniel Malikyar             |
| 2018 | Together                               | Toby Wosskow                |
| 2018 | Happier (Alternate Music Video)        | Daniel Malikyar, Karam Gill |
| 2018 | Project Dreams                         | Austin Winchell             |
| 2019 | Biba                                   | Punit Malhotra              |
| 2019 | Here with Me (Alternative Music Video) | Daniel Malikyar, Karam Gil  |

## Autorenbeteiligungen und Produktionen
| Jahr | Titel                       | Interpretation             | Album              |
| ---- | --------------------------- | -------------------------- | ------------------ |
| 2016 | Church (feat. Elijah Blake) | Far East Movement          | Identity           |
| 2018 | Reverse (feat. G-Eazy)      | Vic Mensa                  |                    |
| 2019 | Broken & Beautiful          | Kelly Clarkson             | UglyDolls (O.S.T.) |
| 2020 | Jerk                        | Oliver Tree                | Ugly Is Beautiful  |
| 2022 | Miss You                    | Southstar                  |                    |
| 2022 | Miss You                    | Robin Schulz & Oliver Tree |                    |

## Sonderveröffentlichungen
Remixe
- 2015: Calvin Harris feat. Ellie Goulding – Outside
- 2015: Zedd feat. Selena Gomez – I Want You to Know
- 2015: Zedd feat. Jon Bellion – Beautiful Now
- 2015: Ariana Grande – One Last Time
- 2015: Avicii & Martin Garrix feat. Simon Aldred – Waiting for Love
- 2015: Jack Ü & Justin Bieber – Where Are Ü Now
- 2015: Adele – Hello
- 2015: Duke Dumont feat. A*M*E – Need U (100%) (mit Jauz)
- 2016: Warsongs – Flash Funk
- 2016: Marshmello – Want U 2 (mit Slushii)
- 2016: Era Istrefi – BonBon
- 2016: Anne-Marie – Alarm
- 2016: Alan Walker feat. Iselin Solheim – Sing Me to Sleep
- 2016: DJ Snake feat. Justin Bieber – Let Me Love You
- 2016: Galantis – No Money
- 2016: Martin Garrix – Oops
- 2017: Noah Cyrus feat. Labrinth – Make Me (Cry)
- 2017: Future – Mask Off
- 2024: Tayna – Si Ai (mit Ukay)

## Statistik

### Chartauswertung
|                     | DE    | AT    | CH    | UK    | US    | Dance       |
| ------------------- | ----- | ----- | ----- | ----- | ----- | ----------- |
| Nummer-eins-Alben   | DE—DE | AT—AT | CH—CH | UK—UK | US—US | Dance4Dance |
| Top-10-Alben        | DE—DE | AT—AT | CH—CH | UK—UK | US—US | Dance5Dance |
| Alben in den Charts | DE—DE | AT—AT | CH—CH | UK—UK | US4US | Dance6Dance |

|                       | DE     | AT     | CH     | UK     | US     | Dance        |
| --------------------- | ------ | ------ | ------ | ------ | ------ | ------------ |
| Nummer-eins-Singles   | DE1DE  | AT1AT  | CH—CH  | UK—UK  | US—US  | Dance4Dance  |
| Top-10-Singles        | DE3DE  | AT4AT  | CH3CH  | UK6UK  | US3US  | Dance18Dance |
| Singles in den Charts | DE14DE | AT13AT | CH13CH | UK20UK | US20US | Dance71Dance |

### Auszeichnungen für Musikverkäufe
| Land/RegionAuszeichnungen für Musikverkäufe (Land/Region, Auszeichnungen, Verkäufe, Quellen) | Silber     | Gold       | Platin         | Diamant       | Verkäufe   | Quellen              |
| -------------------------------------------------------------------------------------------- | ---------- | ---------- | -------------- | ------------- | ---------- | -------------------- |
| Australien (ARIA)                                                                            | —          | —          | 38× Platin38   | —             | 2.660.000  | aria.com.au          |
| Belgien (BRMA)                                                                               | —          | 2× Gold2   | 5× Platin5     | —             | 200.000    | ultratop.be          |
| Brasilien (PMB)                                                                              | —          | 5× Gold5   | 17× Platin17   | 11× Diamant11 | 2.540.000  | pro-musicabr.org.br  |
| Chile (IFPI)                                                                                 | —          | Gold1      | —              | —             | 90.000     | profovi.cl           |
| Dänemark (IFPI)                                                                              | —          | 6× Gold6   | 9× Platin9     | —             | 1.080.000  | ifpi.dk              |
| Deutschland (BVMI)                                                                           | —          | 4× Gold4   | 5× Platin5     | —             | 2.800.000  | musikindustrie.de    |
| Finnland (IFPI)                                                                              | —          | —          | 2× Platin2     | —             | 80.000     | Einzelnachweise      |
| Frankreich (SNEP)                                                                            | —          | Gold1      | —              | 4× Diamant4   | 1.433.332  | snepmusique.com      |
| Griechenland (IFPI)                                                                          | —          | —          | Platin1        | —             | 20.000     | Einzelnachweise      |
| Italien (FIMI)                                                                               | —          | 6× Gold6   | 6× Platin6     | —             | 555.000    | fimi.it              |
| Japan (RIAJ)                                                                                 | —          | 4× Gold4   | —              | —             | —          | riaj.or.jp           |
| Kanada (MC)                                                                                  | —          | 3× Gold3   | 54× Platin54   | —             | 4.440.000  | musiccanada.com      |
| Mexiko (AMPROFON)                                                                            | —          | 3× Gold3   | 15× Platin15   | Diamant1      | 2.290.000  | amprofon.com.mx      |
| Neuseeland (RMNZ)                                                                            | —          | Gold1      | 25× Platin25   | —             | 765.000    | radioscope.co.nz     |
| Norwegen (IFPI)                                                                              | —          | Gold1      | 5× Platin5     | —             | 330.000    | ifpi.no              |
| Österreich (IFPI)                                                                            | —          | 4× Gold4   | 5× Platin5     | —             | 210.000    | ifpi.at              |
| Polen (ZPAV)                                                                                 | —          | 3× Gold3   | 14× Platin14   | —             | 745.000    | olis.pl              |
| Portugal (AFP)                                                                               | —          | 6× Gold6   | 13× Platin13   | —             | 165.000    | Einzelnachweise      |
| Schweden (IFPI)                                                                              | —          | 2× Gold2   | 10× Platin10   | —             | 880.000    | sverigetopplistan.se |
| Schweiz (IFPI)                                                                               | —          | —          | 4× Platin4     | —             | 80.000     | hitparade.ch         |
| Singapur (RIAS)                                                                              | —          | —          | Platin1        | —             | 10.000     | Einzelnachweise      |
| Spanien (Promusicae)                                                                         | —          | 4× Gold4   | 19× Platin19   | —             | 1.220.000  | elportaldemusica.es  |
| Taiwan (RIT)                                                                                 | —          | —          | Platin1        | —             | 10.000     | Einzelnachweise      |
| Ungarn (MAHASZ)                                                                              | —          | —          | 2× Platin2     | —             | 8.000      | slagerlistak.hu      |
| Vereinigte Staaten (RIAA)                                                                    | —          | 3× Gold3   | 58× Platin58   | 3× Diamant3   | 55.680.000 | riaa.com             |
| Vereinigtes Königreich (BPI)                                                                 | 7× Silber7 | 2× Gold2   | 13× Platin13   | —             | 10.400.000 | bpi.co.uk            |
| Insgesamt                                                                                    | 7× Silber7 | 61× Gold61 | 322× Platin322 | 19× Diamant19 |            |                      |